# Zachód Bednarskiego

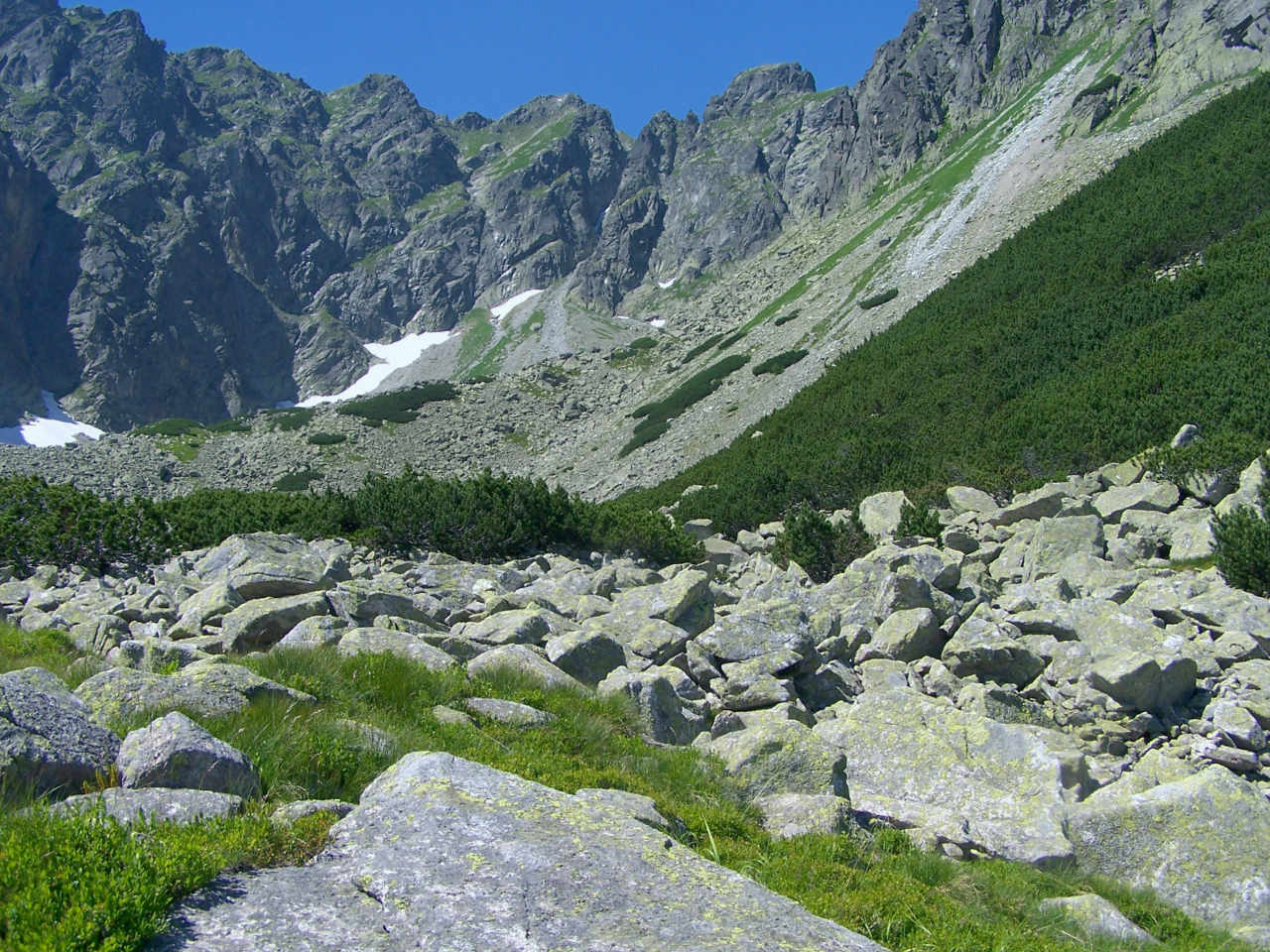
Zachód Bednarskiego widoczny w ścianach Granatów

Zachód Bednarskiego – długi, skośny zachód na wschodnich, opadających do Dolinki Buczynowej ścianach Granatów w polskich Tatrach Wysokich. Przecina on ściany wszystkich trzech Granatów. Jego najniższa część znajduje się w ścianie Zadniego Granatu i ma postać wąskiej, płytowej załupy. Od miejsca tego zachód skośnie wznosi się w górę w postaci trawnika o średnim nachyleniu, ku górze coraz szerszego. Końcowa, najwyższa część zachodu w zboczu Skrajnego Granatu to duży poderwany trawnik z kilkoma pasami skałek
Zachodem Bednarskiego prowadzi jedna z dróg wspinaczkowych w Granatach. Wejście do zachodu około 50 m poniżej wylotu żlebu z Granackiej Przełęczy, wyjście na szczyt lub grań Skrajnego Granatu, ewentualnie Skrajną Sieczkową Przełączkę. II stopień trudności w skali tatrzańskiej, czas przejścia 1 godz.
Pierwsze zejście zachodem: Henryk Bednarski, Paweł Kittay i Józef Lesiecki 29 lipca 1910 r. Pierwsze wejście: Jan Szczepkowski 4 lipca 1929 r. Pierwsze zimowe przejście dolnej części; Zbigniew Abgarowicz i Ryszard Schramm 28 marca 1948 r.